# Hugo Schauinsland
Hugo Hermann Schauinsland (* 30. Mai 1857 in Waldienen, Dedawe, Landkreis Labiau, Ostpreußen; † 5. Juni 1937 in Bremen) war ein deutscher Zoologe und Gründungsdirektor des Bremer Überseemuseums.

## Leben
Schauinsland war der Sohn eines Rittergutbesitzers in Ostpreußen. Er absolvierte bis 1878 das Gymnasium in Königsberg und studierte Naturwissenschaften, besonders Zoologie, an der Universität Genf und an der Universität Königsberg. Als Assistent war er ab 1882 am Zoologischen Museum in Königsberg angestellt. Er promovierte 1883 zum Dr. rer. nat. Er arbeitete in Neapel und München und habilitierte sich 1885 an der Universität München.
In Bremen wurde er 1887 Direktor der Städtischen Sammlungen für Naturgeschichte und Ethnographie, die damals im Domanbau untergebracht waren. Diese Sammlungen waren aus den Exponaten des Naturwissenschaftlichen Vereins, einer Gründung der Gesellschaft Museum, und Sammlungen einer Anthropologischen Kommission in das Eigentum der Stadt Bremen übergegangen.
Auf der Nordwestdeutschen Gewerbe- und Industrieausstellung 1890 im Bürgerpark wurden die Sammlungen in der Abteilung Handels- und Kolonialausstellung mit großem Erfolg gezeigt, und noch während der Ausstellung befürworteten kaufmännische Kreise und die Sparkasse, dafür ein eigenes Museum zu bauen. Nach Planung durch Direktor Schauinsland, Oberbaudirektor Franzius und Bauinspektor Flügel wurde der Rohbau 1893 fertig, und am 15. Januar 1896 wurde durch die Senatoren Carl Barkhausen und Hermann Gröning sowie Direktor Schauinsland das Städtische Museum für Natur-, Völker- und Handelskunde, heute Überseemuseum, eröffnet.
1892 wurde Schauinsland in die Leopoldina aufgenommen. 1896 verlieh ihm der Bremer Senat den Professorentitel. Sein großes Verdienst war die Gestaltung von Schaugruppen und Panoramen; Natur- und Kulturwissenschaft standen gleichberechtigt nebeneinander. Er schuf ein Schaumuseum, das Wissenschaft und Bildung verband. Durch größere Sammelreisen (1896/97, 1905/06, 1907/08, 1913/14 und 1926) in die Südsee, nach Ostasien und Ägypten bereicherte und gestaltete er die Sammlungen.
Schauinsland blieb bis über die Pensionsgrenze im Amt und wurde 1933 unter unwürdigen Umständen in den Ruhestand gezwungen. Die Nationalsozialisten sahen in ihm nicht den Mann, der die Forderungen der „neuen Zeit“ umsetzen würde. Sein Nachfolger im Amt wurde Carl Friedrich Roewer, Mitglied der NSDAP.
Der Hugo-Schauinsland-Platz in Bremen-Mitte beim Überseemuseum wurde 2000 nach ihm benannt.
Nach ihm benannte Tierarten:
- Hawaii-Mönchsrobbe (Neomonachus schauinslandi)
- Rotflecken-Sandbarsch (Parapercis schauinslandii)
- eine endemisch auf den neuseeländischen Chathaminseln vorkommende Jagdspinnen-Art (Dolomedes schauinslandi)[1]

## Schriften
- Beitrag zur Kenntniss der Embryonalentwicklung der Trematoden. In: Jenaische Zeitschrift für Naturwissenschaft. Bd. 16/N. F., Bd. 9 (1883), S. 465–527 (Dissertation, Universität Königsberg, 1883; Digitalisat).
- Die embryonale Entwicklung der Bothriocephalen. In: Jenaische Zeitschrift für Naturwissenschaft. Bd. 19/N. F., Bd. 12 (1886), S. 520–572 (Habilitationsschrift, Universität München, 1885; Digitalisat).
- Drei Monate auf einer Koralleninsel (Laysan). Nach einem Vortrag, gehalten im Geographischen Verein zu Bremen. Nössler, Bremen 1899.
- Ein Besuch auf Molokai, der Insel der Aussätzigen. Nössler, Bremen 1900 (Separatdruck aus: Abhandlungen des Naturwissenschaftlichen Vereins zu Bremen. Band 16, Heft 3, 1900, S. 513–543, zobodat.at [PDF]).
- Beiträge zur Entwicklungsgeschichte und Anatomie der Wirbeltiere (= Zoologica. Bd. 16, H. 39). Erwin Nägele, Stuttgart 1903 (Digitalisat).
- Darwin und seine Lehre: Nebst kritischen Bemerkungen (= Abhandlungen des Naturwissenschaftlichen Vereins zu Bremen. Band 19, Beilage). Leuwer, Bremen 1909.
- Fragen und Rätsel: Biologisch-philosophische Erörterungen zur Weltanschauungsfrage. Vortrag, gehalten in der Bremer Wissenschaftlichen Gesellschaft am 28. Nov. 1930. (= Bremer Wissenschaftliche Gesellschaft: Abhandlungen und Vorträge. Bd. 5, H. 2). Winter, Bremen 1931.
- Unterwegs in Übersee. Aus Reisetagebüchern und Dokumenten des früheren Direktors des Bremer Übersee-Museums. Hrsg.: Übersee-Museum Bremen. Bearbeitung, Kommentierung, begleitende Texte und Fotoauswahl: Anne E. Dünzelmann. Mit Beiträgen von Viola König und Andreas Lüderwaldt. Hauschild, Bremen 1999, ISBN 3-931785-33-5.

## Ausstellungen (Auswahl)
- Von Ostpreußen in die Welt. Der Völkerkundler, Zoologe und Museumsgründer Hugo Schauinsland. Ostpreußisches Landesmuseum, Lüneburg, 27. September 2003 – 4. Januar 2004[2]